# روش ترابری

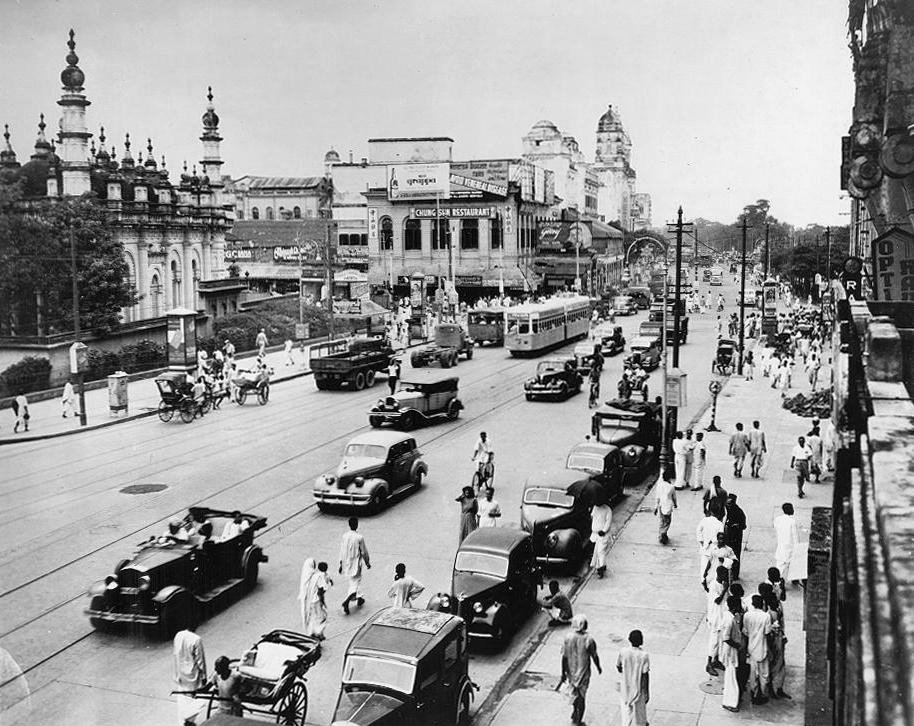
تراموا، کامیون، خودرو، دوچرخه و ریکشا در یک تصویر گرفته شده در ۱۹۴۵ میلادی

در اقتصاد ترابری، روش ترابری یا روش حمل‌ونقل (به انگلیسی:Mode of transport) اصطلاحی است که برای تمایز بین راه‌های مختلف ترابری افراد یا کالاها استفاده می‌شود. روش‌های مختلف ترابری عبارتند از ترابری هوایی، آبی و زمینی که شامل ترابری ریلی، جاده‌ای و ترابری خارج از جاده می‌شود. حالت‌های دیگری از ترابری همانند ترابری خطوط لوله، ترابری کابلی، ترابری فضایی، ترابری با نیروی انسانی و ترابری با نیروی حیوانات نیز گاهی به عنوان روش خاص خود در نظر گرفته می‌شوند، اما هرگز در دسته‌های قبلی قرار نمی‌گیرند. به‌طور کلی ترابری برای جابجایی افراد، حیوانات و سایر کالاها از مکانی به مکان دیگر استفاده می‌شود. از سوی دیگر، وسایل ترابری به امکانات ترابری گفته می‌شود که برای حمل افراد یا محموله بر اساس حالت انتخابی (حیوان، وسیله نقلیه، ماشین، هواپیما، کشتی، کامیون، قطار و غیره) استفاده می‌شود. هر روش ترابری دارای یک راه حل بنیادی فنآورانه متفاوتی است و برخی از روش‌های ترابری نیاز به یک محیط جداگانه و ویژه دارند. هر حالت ترابری دارای زیرساخت، وسیله نقلیه، عاملان ترابری و عملیات تجاری خاص خود است.